# Plecia parva
Plecia parva är en tvåvingeart som beskrevs av Malloch 1928. Plecia parva ingår i släktet Plecia och familjen hårmyggor. Inga underarter finns listade i Catalogue of Life.